# Langues en Tanzanie
Il existe plus d'une centaine de langues parlées en Tanzanie, dont aucune ne dépasse les 16 % de la population. Le swahili, bien que n'étant la langue maternelle que de 1 % des Tanzaniens, sert de langue véhiculaire pour 95 % de la population du pays, tandis que l'anglais, langue de l'ancien colonisateur britannique, n'est plus ou moins compris que par 5 % des habitants.
L'anglais est arrivé tardivement, surtout après 1921, car avant 1919, le Tanganyka qui correspond à plus de 96 % de la Tanzanie actuelle était l'Afrique Orientale Allemande. Le Tanganyka formera la Tanzanie en 1962, de l'union avec Zanzibar. 
La population, dont la grande majorité vit avec moins de 2 dollars par jour, voyage très peu à l'étranger, ce qui favorise le swahili, et entraîne une baisse relative de l'anglais. De plus, les médias en swahili sont nombreux, et la télévision diffuse surtout en cette langue. Le swahili s'écrit en alphabet latin, ce qui est aussi utile pour apprendre l'anglais. L'arabe, jadis langue importante, surtout à Zanzibar, a presque disparu de Tanzanie. 
L'allemand est enseigné à l'université et à l'Institut Goethe de Dar es Salam.
On parle le kabwa dans la région de Mara.

## Recensement de 2012
| Rang | Langue             | %          |
| ---- | ------------------ | ---------- |
| 1    | swahili (total)    | 70,8       |
| 2    | anglais (total)    | 14,2       |
|      | swahili seul       | 57,4       |
|      | anglais seul       | 0,8        |
|      | swahili et anglais | 13,4       |
|      | autres             | 0,2        |
|      | Total alphabètes   | 71,8       |
|      | Analphabètes       | 28,2       |
|      | Individus 5+       | 36 872 944 |